# Kloster Flaran
Das Kloster Flaran (Flaranum) ist eine ehemalige Zisterzienserabtei in der Gemeinde Valence-sur-Baïse im Département Gers, Region Okzitanien, in Frankreich. Es liegt rund 8 km südlich von Condom und 35 km nordwestlich von Auch in einer Schleife der Baïse kurz unterhalb der Einmündung der Auloue, in der Nähe der Via Podiensis des Jakobswegs.

## Geschichte
Das 1151 auf einem von den Benediktinern von Condom zur Verfügung gestellten Gelände gegründete und von einem Gründungskonvent aus Kloster L’Escaladieu besiedelte Kloster gehörte der Filiation der Primarabtei Morimond an. Das Kloster, das rasch zu Wohlstand kam, erlebte ab der Mitte des 13. Jahrhunderts einen Niedergang der Disziplin. 1274 wurde von Flaran und dem Grafen von Armagnac die Bastide von Valence-sur-Baïse gegründet. Am Ende des 15. Jahrhunderts fiel die Abtei in Kommende. 1569 wurde es durch die Protestanten unter Montgomery zerstört. Die Französische Revolution führte zu seiner Auflösung; es wurde verkauft und als landwirtschaftlicher Betrieb fortgeführt. 1970 gelangte es nach einer Brandstiftung in das Eigentum des Départements und wurde in ein Kulturzentrum umgewandelt.

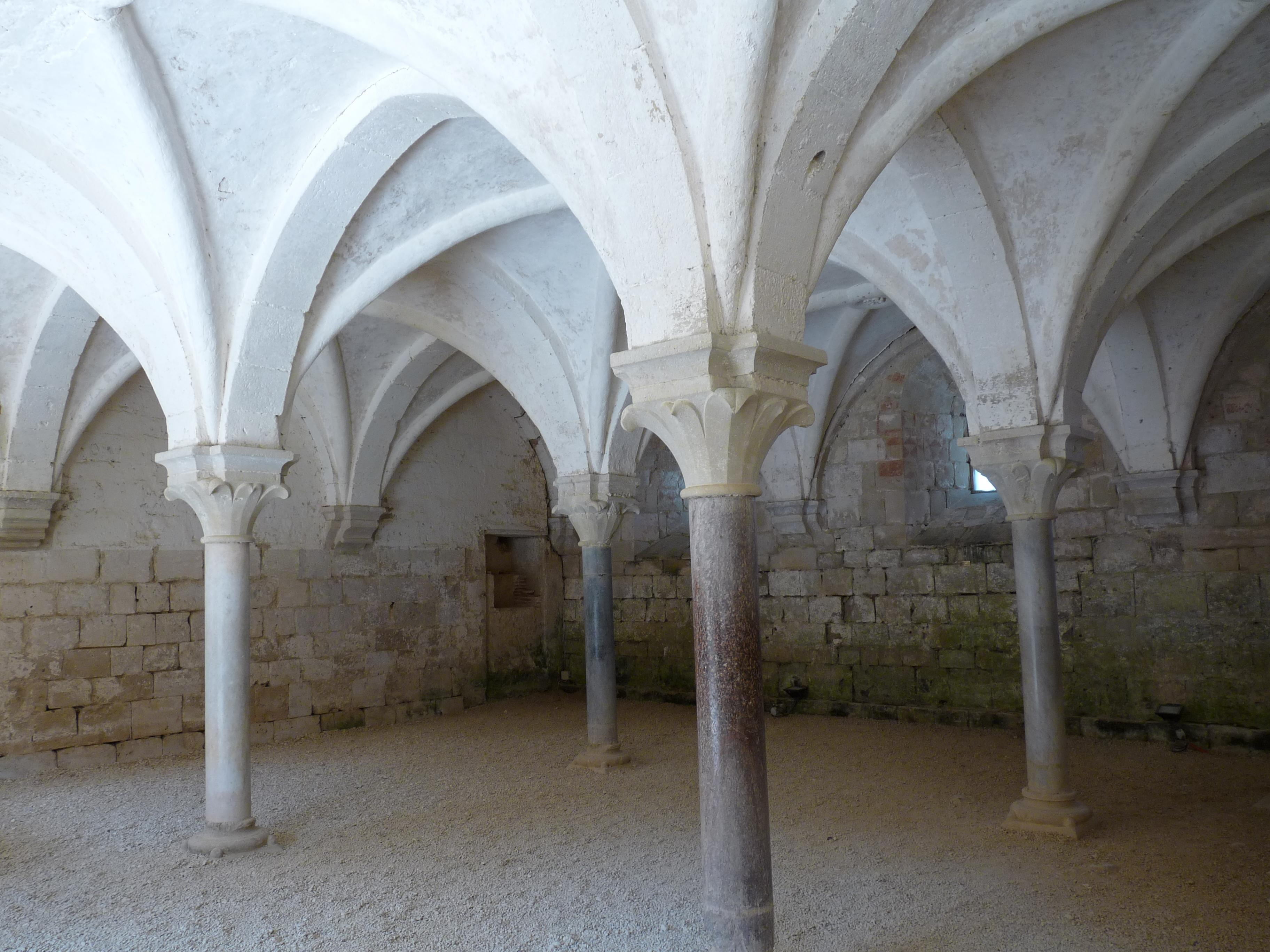
Kapitelsaal

## Bauten und Anlage

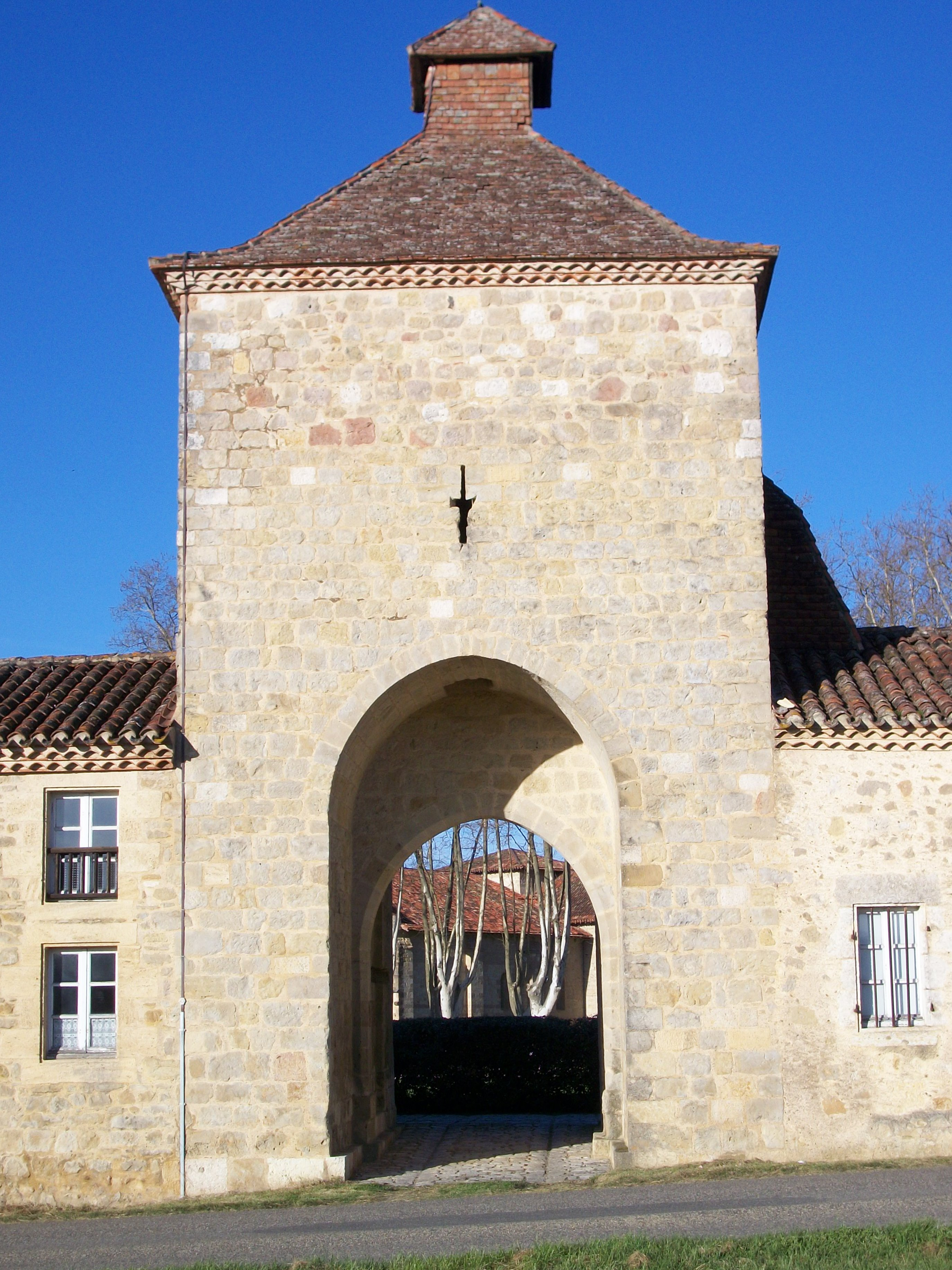
Eingangstor

Die zwischen 1180 und 1220 errichtete romanische Kirche weist ein dreijochiges, mit einer auf Gurtbögen ruhenden Spitztonne überwölbtes Langhaus mit schmalen Seitenschiffen, ein ausladendes Querhaus, im Süden ebenfalls mit einer Spitztonne auf Gurtbögen, im Norden mit Kreuzrippengewölbe, mit je zwei halbrund geschlossenen, mit einer Halbkuppel überwölbten Kapellen an den Ostseiten und einen Chor mit einer ebenfalls halbrund geschlossenen Apsis auf. Hauptfassade und südliche Querhausfassade weisen je einen verhältnismäßig großen Okulus auf, die Hauptfassade dazu zwei rundbogig geschlossene Fenster und das romanische Portal ohne Tympanon. Die Klausur liegt nördlich (links) von der Kirche. Aus der Frühzeit des Klosters sind der Ostflügel mit Sakristei, Armarium, Kapitelsaal (ähnlich dem in L’Escaladieu) und teilweise der Mönchssaal sowie teilweise der Nordflügel mit Kalefaktorium, Refektorium und Küche erhalten, während der Kreuzgang aus dem 14. Jahrhundert und die Gebäude im Westen mit einem Gästetrakt um einen Ehrenhof und Stallungen aus spät- und nachmittelalterlicher Zeit stammen.